# Onthophagus maryatiae
Onthophagus maryatiae é uma espécie de inseto do género Onthophagus, família Scarabaeidae, ordem Coleoptera.

## História
Foi descrita cientificamente por Ochi & Kon em 2005.